# Jijia, Botoșani
Jijia este un sat în comuna Albești din județul Botoșani, Moldova, România.
Satul se află în partea de sud a județului Botoșani,  în Câmpia Moldovei, pe malul drept al Jijiei.